# 鲁道夫·耶尼施
鲁道夫·耶尼施（德語：Rudolf Jaenisch，1942年4月22日—），出生于納粹德國下西里西亚省沃爾費爾斯格倫德（現波蘭），德国分子生物学家和遗传学家，怀特黑德生物医学研究所创始成员之一，为用小鼠做模型来研究人类疾病作出了重大贡献。

## 学术研究
耶尼施被认为是转基因研究领域的先驱。他的小鼠模型使人能够考察一众疾病的原因，也能研究的DNA复制错误和X染色体失活的作用。

## 奖项和荣誉
2010年获国家科学奖章，2011年获沃尔夫医学奖，2013年获富兰克林奖章。